# Georges Jeanclos

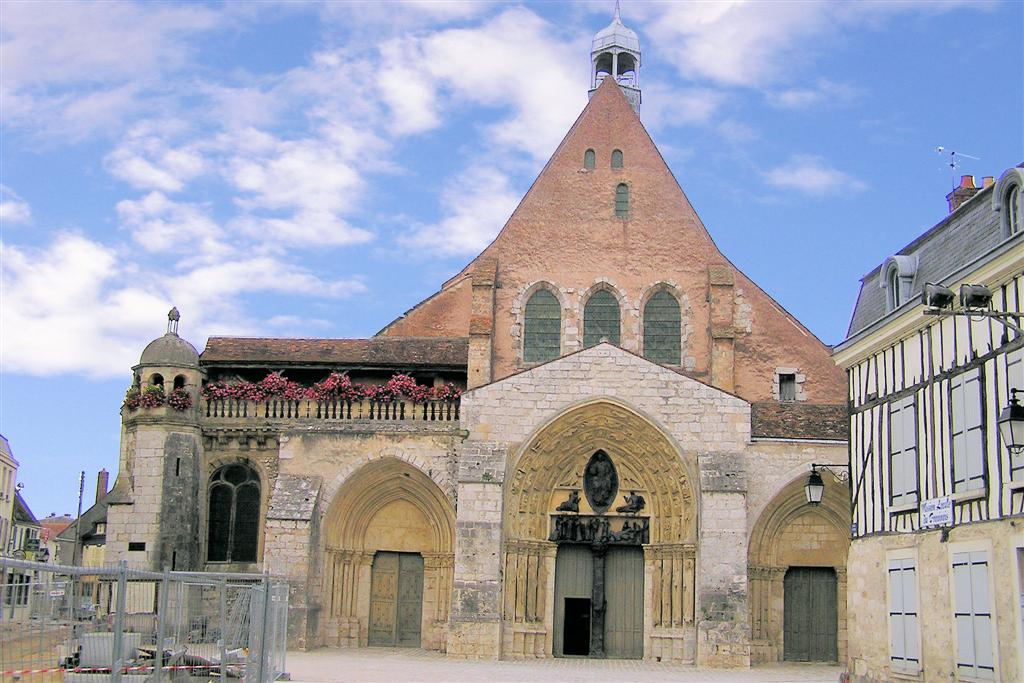
Pórtico de la iglesia de Saint Ayoul en Provins

Georges Jeankelowitsch, llamado Jeanclos, (París, 9 de abril de 1933 - París, 30 de marzo de 1997) fue un escultor francés.

## Reseña crítica
Fuertemente marcado por el traumatismo del genocidio hitleriano, y en general por el peso de los sufrimientos y los desamparos humanos, de la espiritualidad cristiana (aunque Jeanclos se derive de una familia judía), y del espesor de la ternura interindividual (una de sus obras se llama elogio de las caricias) su obra desprende sin embargo una serenidad extraña. En su aspecto, su arte está fuertemente influido por las antiguas estatuas etruscas de tierra. Por otra parte, la inmensa mayoría de sus obras están hechas de tierra gris, material que no contribuye a dar un poder de emoción en particular.
Su trabajo es precioso y frágil, lo que el artista mismo presenta como una influencia del budismo Zen.
Sus personajes, de caras lisas, y cráneos calvos, están vestidos de telas extrañas, sábanas de camas, o mortajas, a veces harapos. Algunos hacen pensar fuertemente en las momias precolombinas. Y sin embargo el crítico de arte chino Xing Xiaosheng dice sobre su serie de los "Dormilones":
- " Los dormilones, que nos muestran a un personaje solo, o una pareja, no son una imagen de la muerte, ni de la escena de la vida de los muertos, son la imagen de los vivientes enterrados en sus sueños, a la espera de despertarse en el sueño, para ir al encuentro de un nuevo horizonte, una nueva vida. "

El crítico de arte francés Pierre Morel ha dicho:
- " En cuanto se encuentra, la obra de Georges Jeanclos no puede olvidarse... Las palabras que vienen a la mente son "dulzura" - "ternura" - "silencio" - "piedad". " Entre sus obras más célebres, mencionar el pórtico de la iglesia Saint-Ayoul en Provins, adornado de esculturas de bronce 1986.

Georges Jeanclos es Premio de Roma 1959, profesor en la École nationale supérieure des beaux-arts de París a partir de 1976.

## Obras
- Serie de Los dormilones
- Pórtico de la iglesia Saint-Ayoul en Provins, adornado de esculturas de bronce (1986 o 1987)
- escultura elogio de las caricias
- Fuente en la Iglesia de Saint Julien Le Pauvre de París
- Monumento a Jean Moulin en la Avenida de los Campos Elíseos de París (1984),
- Gemelos Vincent y Théo, (1987),
- Kamakura, (1985),
- Le cœur, (1991)